# Michael D. Cohen
Michael Dwayne Cohen (Winnipeg, 22 de novembro de 1975) é um ator canadense. Ele é mais conhecido por seu papel como Schwoz Schwartz em Henry Danger e seus derivados, The Adventures of Kid Danger e Danger Force.

## Vida e carreira
Michael Dwayne Cohen nasceu em Winnipeg; é um homem trans tendo realizado a sua transição quando estava na casa dos 20 anos de idade e tornando a informação pública somente em 2019. Ele e sua família se mudaram para Richmond, British Columbia, quando ele tinha 10 anos. Como fã de Carol Burnett e dos outros atores do The Carol Burnett Show, ele se inspirou para ser ator e escritor e ganhou o concurso de Young Playwright's Contest no de 12 anos.
Anos depois de se formar na faculdade, Cohen mudou-se para Toronto, onde estudou atuação e conseguiu seu primeiro emprego de voice over, sem agente, na série de TV de animação Pippi Longstocking. Ele começou sua carreira quando apareceu em Moville Mysteries logo depois que ele apareceu em Queer as Folk, Doc, RoboRoach e Henry's World junto com muitos comerciais.
Desde 2014, Cohen interpretou Schwoz Schwartz na sitcom Henry Danger. Ele apareceu em programas como Modern Family, The Real O'Neals, 2 Broke Girls, The Mindy Project, Backstrom, Eagleheart, Austin & Ally e muitos outros.

## Filmografia
| Ano       | Título                                | Papel                    | Nota                                                             |
| --------- | ------------------------------------- | ------------------------ | ---------------------------------------------------------------- |
| 2002      | Moville Mysteries                     | Milo "Fibber" Kryzinski  | Papel recorrente: 4 episódios                                    |
| 2002      | Doc                                   | Ordenadamente            | Episódio: "Em alfinetes e agulhas"                               |
| 2002      | Henry's World                         | Plutoniano               | Episódios: "Tem Alguém Lá Fora?/Segredos"                        |
| 2003      | RoboRoach                             | HappyChap                | Episódios: "Shuttle Bugs/Rememberizing Rube"                     |
| 2003      | JoJo's Circus                         | Rato de trabalho         | Episódios: "The Confetti Caper/Jojo on the Tightrope"            |
| 2004      | Jew Jube Lives                        | Jew Jube                 | Filme curto                                                      |
| 2006      | Skinheads                             | Little Skinhead          | Filme curto                                                      |
| 2006      | Time Warp Trio                        | Selim                    | Episódio: "Harem Scare Em"                                       |
| 2007      | Song of Slomon                        | Rabbi Yosef Slomon       | Filme curto                                                      |
| 2009      | My Name Is Earl                       | Guy                      | Episódio: "Meu nome é alias"                                     |
| 2009      | Tim and Eric Awesome Show, Great Job! | Ball Retriever/Partyer   | 2 episódios                                                      |
| 2009      | Eastwick                              | Servo de Fidel           | 3 episódios                                                      |
| 2006−2009 | Grossology                            | Ty Archer                | Papel de voz principal                                           |
| 2010      | Wizards of Waverly Place              | Cliff                    | Episódio: "Tio Ernesto"                                          |
| 2011      | Modern Family                         | Odd Neighbor             | Episódio: "Porta a Porta"                                        |
| 2012      | 2 Broke Girls                         | Ticket Taker             | Episódio: "E o Hold-Up"                                          |
| 2013      | Austin & Ally                         | Sr. Gower                | Episódio: "Freaky Friends & Fan Fiction"                         |
| 2013−2014 | Kickin' It                            | George Washington Waiter | 2 episódios                                                      |
| 2014−2020 | Henry Danger                          | Schwoz                   | Papel recorrente (temporadas 1–4); papel principal (temporada 5) |
| 2014      | Whiplash                              | Overbrook Stagehand      | Filme                                                            |
| 2014      | Eagleheart                            | Spats                    | Episódio: "Spats"                                                |
| 2015      | Backstrom                             | Tiny                     | Episódio: "Antigo, Chinês, Segredo"                              |
| 2016      | D-Sides                               | Carl                     | Episódio: "Smells Of Solace"                                     |
| 2016      | The Thundermans                       | Schwoz                   | Crossover com Henry Danger                                       |
| 2016      | Shady Neighbors                       | Sr. Turner               | Filme de TV                                                      |
| 2016      | The Real O'Neals                      | Dr. Filbert              | Episódio: "The Real Book Club"                                   |
| 2016      | Generation Wolf                       | Luke                     | Filme                                                            |
| 2017      | Powerless                             | Samuel Greene            | Episódio: "Wayne Dream Team"                                     |
| 2017      | Suburbicon                            | Stretch                  | Filme                                                            |
| 2017      | Angie Tribeca                         | Louie                    | Episódio: "Ei, estou resolvendo aqui"                            |
| 2018      | Game Shakers                          | Schwoz                   | Episódio: "Babe Loves Danger"                                    |
| 2018      | The Adventures of Kid Danger          | Schwoz                   | Papel de voz principal                                           |
| 2018      | An Evening with Beverly Luff Linn     | Mitch Stemp              | Filme                                                            |
| 2019      | All That                              | Himself                  | Episódio 1105                                                    |
| 2020      | Danger Force                          | Schwoz                   | Papel principal                                                  |
| 2020      | Disclosure: Trans Lives on Screen     | Himself                  | Documentário                                                     |